# طارق المنهالي
طارق المنهالي مغني إماراتي.

## حياته
ولد في مدينة العين، وعندما بلغ سن السادسة، انتقل مع عائلته إلى العاصمة أبوظبي. المنهالي هو أول فنان أكاديمي إماراتي تخرج من أكاديمية بيت العود العربي.

## أعماله الفنية
اصدر المنهالي مجموعة من الأعمال الفنية منها :
- ياوطن
- عندي أمانة
- غريب الوقت
- فرحة العيد
- الليل والوعد
- الف حب
- ليلي مثل ليلك
- عام التسامح
- العوجا
- رمضان
- الإمارات الحليفة [3]
- هادي [4]
- أنا دخيلك
- راقي
- حسايف
- خايف عليك [5]